# Lassie (Kurzfilm)
Lassie ist ein von Sinan Akkuş geschriebener und inszenierter deutscher Kurzspielfilm aus dem Jahr 2002.

## Handlung
Drei Schutzgelderpresser haben sich einen neuen Kampfhund angeschafft, der zum Lebensretter avanciert, nachdem man auf der Suche nach einer anständigen Kuttelsuppe in die Dreharbeiten zu einem Werbefilm für ein Kebap-Haus geraten ist.

## Auszeichnungen
Der Film gewann den ersten Preis beim Hofheimer Kurzfilmfestival, wurde bei den Rüsselsheimer Filmtagen Zweiter und Dritter auf dem Filmfestival Türkei/Deutschland in Nürnberg. Darüber hinaus gewann er 2002 den Publikumspreis beim Kinofest Lünen und 2003 den Publikumspreis bei den Short Cuts Cologne und beim Exground Filmfest Wiesbaden.
Die Filmbewertungsstelle Wiesbaden zeichnete den Film mit dem Prädikat „besonders wertvoll“ sowie im Juni 2002 als „Kurzfilm des Monats“ aus.

## Sonstiges
Der Film entstand nach Motiven eines Drehbuchs von Ruth Toma und Fatih Akın, das 2004 unter dem Titel Kebab Connection verfilmt wurde. Beide Filme wurden von der Firma Wüste Filmproduktion produziert.